# Pieve di Santa Maria Assunta (Piteglio)
La pieve di Santa Maria Assunta si trova a Piteglio.
Risale al XIII secolo, ma ha subito rifacimenti all'interno nella seconda metà del Seicento e poi ancora nell'Ottocento.
A metà circa della navata, attraverso un arco riccamente decorato in pietra serena, si accede alla cappella della Madonna del Latte, il cui culto era già praticato nella pieve vecchia: la reliquia del sacro liquido è conservata al centro di una grande struttura lignea sull'altare che nel passato stava normalmente dietro una tela raffigurante la "Madonna col Bambino e due santi".
Contigua alla cappella della Madonna del latte si apre il locale della compagnia dove è conservata una "Incoronazione della Vergine" di un pittore seicentesco vicino all'ambiente fiorentino.
La facciata e il campanile della chiesa sono stati lesionati dal terremoto che il 7 giugno 1980 ha colpito la Montagna Pistoiese danneggiando vecchie abitazioni e alcuni dei monumenti più antichi.